# II. legija Adiutrix
II. pomožna legija (latinsko Legio secunda Adiutrix) je bila rimska legija, ki jo je ustanovil cesar Vespazijan leta 70 iz mornarjev rimske vojne mornarice (classis ravennatis). Iz zapisov je razvidno, da je bila na začetku 4. stoletja še aktivna in nameščena na renski meji. Simbola legije sta bila kozorog in Pegaz.

## Zgodovina
II. legija se je prvič bojevala v Spodnji Germaniji, kamor je prišla na višku batavijskega upora. Po porazu upornikov je odšla z generalom Kvintom Petilijem Kerialisom v Britanijo, kjer je posegla v upor, ki ga je vodil kralj Brigantov Venucij. V naslednjih letih je ostala na Britanskem otočju, kjer je podjarmljala uporna plemena Škotske in Walesa. Njen bazni tabor je bil verjetno Chester.
Leta 87 so jo odpoklicali na kontinent, da bi sodelovala v Domicijanovih dačanskih vojnah. Leta 94 in 95 je bil njen vojaški tribun kasnejši cesar Hadrijan.
Poleti leta 106 se je udeležila obleganje dačanske prestolnice Sarmisegetuse. Po Trajanovih dačanskih vojnah leta 101-106 je bila nastanjena v Akvinku v sedanji Budimpešti, ki je postal njen bazni tabor.

## Vira
- E. Ritterling, Legio (II Adiutrix), Paulys Realencyclopädie der classischen Altertumswissenschaft , XII, 2, Stuttgart, 1925, kolone 1437–1456.
- J. Lendering, Legio II Adiutrix, Livius.org Arhivirano 2015-07-17 na Wayback Machine.